# Afula
Afula (in ebraico עפולה‎?) è una città di Israele situata nel distretto Settentrionale, nella piana di Esdraelon.

## Storia
Posizionata nella Bassa Galilea, Afula è a metà strada tra Jenin e Nazaret. Sorge sul sito della biblica Ofra, città natale di Gedeone, come riporta il libro dei Giudici (6,11). Non va confusa con un'omonima località menzionata nel primo libro di Samuele (13,17), che invece si trova più a sud, presso l'attuale Taybeh.
Nel 1799, durante la campagna siriana di Napoleone, fu combattuta nei pressi della città la battaglia del Monte Tabor.
Tra il 1909 e il 1910, Yehoshua Hankin completò il suo primo investimento nella Jezreel Valley: comprò 10 000 dunum di terra che divennero la sede di Merhavia e Tel Adashim. La moderna comunità di Afula fu fondata nel 1925 dall'American Zionist Commonwealth. All'epoca la città era servita dalla ferrovia della Jezreel Valley che fu dismessa dopo la guerra d'indipendenza.
La vicinanza di Afula alla Cisgiordania ha reso la città obbiettivo del terrorismo palestinese durante la Seconda Intifada. Il 6 aprile 1994 un'autobomba fabbricata da Hamas uccise cinque civili nel centro di Afula. Il 5 maggio 2002 un attentato suicida fece un morto e numerosi feriti alla stazione degli autobus. Il 19 maggio 2003 un attentato al centro commerciale Amakim fece 3 morti e 70 feriti. Il 17 luglio 2006 razzi Katyusha sparati da Hezbollah ferirono 6 persone.

## Società

### Evoluzione demografica
Secondo i dati dell'Israel Central Bureau of Statistics, a giugno 2008 Afula aveva una popolazione di 39300 persone. Nel 2001, la composizione etnica era 99,4% ebrei senza una significativa presenza araba. Gli immigrati erano 262. La popolazione era composta al 34,4% da persone sotto i 19 anni, al 15,8% tra 20 e 29 anni, al 17,5% tra 30 e 44 anni, al 16,9% tra 45 e 59 anni al 4% tra 60 e 64 anni e all'11,5% oltre i 65 anni. Il tasso di crescita della popolazione nel 2001 era pari allo 0,9%.

## Sport
La squadra di basket locale, Hapoel Afula, milita attualmente nella Liga Leumit.

## Amministrazione

### Gemellaggi
Afula è gemellata con le seguenti città:
- Ingelheim am Rhein
- Osnabrück
- Biłgoraj
- Providence
- Worcester (Massachusetts)
- New Haven
- Stamford (Connecticut)
- Fresno (California)
- Santa Fe (Argentina)